# Instituto de Altos Estudos Militares
O Instituto de Altos Estudos Militares (IAEM) MHSE – anteriormente Escola Central de Oficiais – foi um estabelecimento de ensino destinado à formação complementar dos oficiais do Exército Português nas áreas de alto comando e estado-maior. Foi criado em 1911 e extinto em 2005, sendo as suas funções integradas no Instituto de Estudos Superiores Militares comum aos três ramos das Forças Armadas e à Guarda Nacional Republicana.

## História
No âmbito do Decreto de 25 de maio de 1911 (Lei da Organização do Exército), foi criada a Escola Central de Oficiais com o objetivo de dar continuidade à formação superior dos oficiais do Exército, em complemento da formação básica ministrada na Escola de Guerra. A Escola acabaria por ser organizada apenas em dezembro de 1913, passando a funcionar em Mafra em 1914 e transferida para Runa em 1920. Em 1927, a Escola foi reorganizada e instalada no antigo Paço Real de Caxias. Contudo, a ECS é extinta logo em 1928, passando os seus cursos a ser ministrados na Escola Militar.
A Lei n.º 1960 de 1 de setembro de 1937 (Organização do Exército) previa a existência de um Instituto de Altos Estudos Militares, onde seria realizado o Curso de Estado-Maior, bem como os cursos e estágios destinados à preparação dos altos comandos do Exército. No entanto, só em 10 de janeiro de 1940, através do Decreto n.º 30264, foi organizado o IAEM a partir da transformação da Escola Central de Oficiais.
O IAEM manteve-se instalado em Caxias até 1959, altura em que foi transferido para Pedrouços, em Lisboa, instalando-se no antigo palácio e quinta dos duques do Cadaval, convenientemente adaptados para o efeito.
A 27 de Maio de 1991 o Instituto de Altos Estudos Militares foi feito Membro Honorário da Ordem Militar de Sant'Iago da Espada.
A 27 de setembro de 2005, o IAEM foi fundido com os institutos de altos estudos homólogos da Marinha (Instituto Superior Naval de Guerra) e da Força Aérea (Instituto de Altos Estudos da Força Aérea), dando origem ao Instituto de Estudos Superiores Militares (IESM).

## Formação
À data da sua extinção, eram ministrados no Instituto de Altos Estudos Militares os seguintes cursos:
- Curso Superior de Comando e Direção;
- Curso de Estado-Maior;
- Curso de Promoção a Oficial Superior.